# 林翔
林 翔（はやし しょう、1914年1月24日 - 2009年11月9日）は、日本の俳人。本名は林 昭(はやし しょう)。

## 人物
長野県長野市生まれ。生後10ヶ月で母と死別し、5歳まで祖母に養われる。國學院大學を卒業。大学在学中に能村登四郎と知り合い、登四郎とともに短歌雑誌「装填」の同人となるが、同誌の廃刊後ともに俳句に転じた。1939年から1982年まで旧制私立市川中学（現・市川高等学校）に勤務。1940年、水原秋櫻子の「馬酔木」に初入選。この頃から「翔」を俳号に用いた。1950年「馬酔木」同人となる。1962年、現代俳句協会を脱会し、俳人協会に加入する。1970年、登四郎が「沖」を創刊すると編集主幹に就く。1983年より副主宰。2001年、登四郎が息子の能村研三に主宰を譲ってからは、同誌の最高顧問となった。
1945年に東京大空襲を受けて市川市八幡に転居し、1979年に同市大野町に転居。
句集に『和紙』『寸前』『石笛』『幻化』『春菩薩』『あるがまま』『光年』などがある。1971年『和紙』で第10回俳人協会賞、2005年『光年』で第20回詩歌文学館賞受賞。俳人協会顧問も務めた。
2009年11月9日、膵臓癌により死去。95歳。

## 関連文献
- 『林翔の一〇〇句を読む』 飯塚書店、2011年